# فرهنگ ترکی-ایرانی

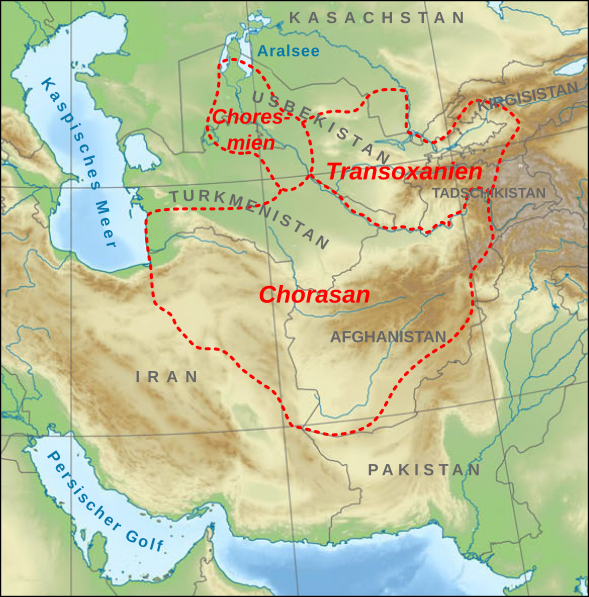
فرارود

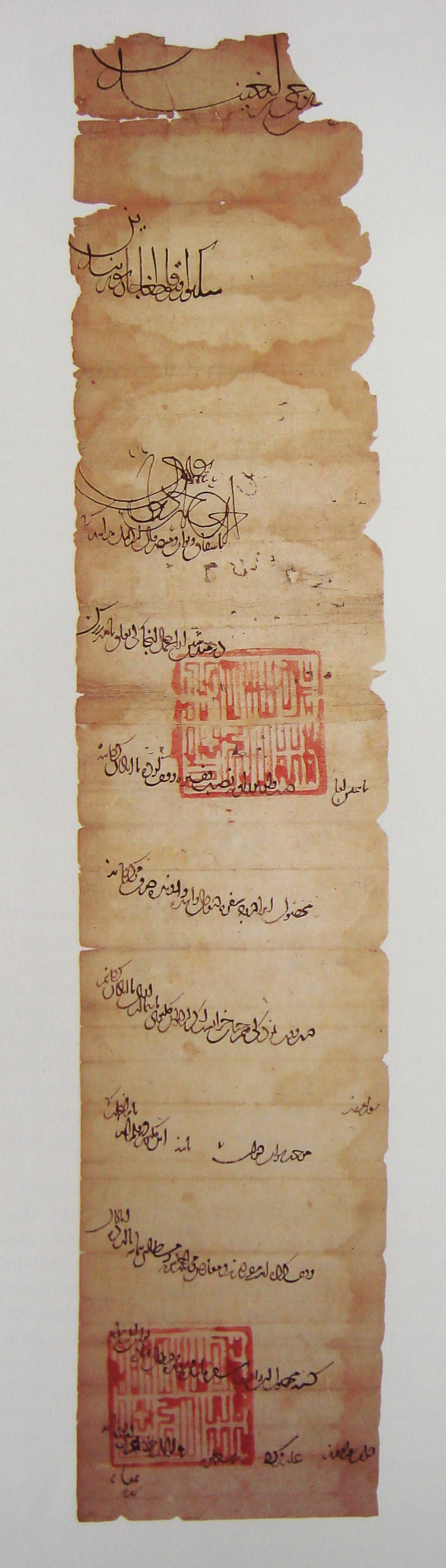
فرمان دوزبانه گیخاتو خان در زبان‌های ترکی و فارسی

فرهنگ ترکی-ایرانی یا سنت ترکی-ایرانی ترکیبی فرهنگی در قرن نهم و دهم میلادی در خراسان بزرگ و فرارود بود که امروزه شامل افغانستان، ایران، ازبکستان، ترکمنستان، تاجیکستان، مناطق جزئی قرقیزستان و قزاقستان است. ایرانی بودن این ترکیب فرهنگی از وابستگی زبانی و تمدنی آن به ایران ریشه می‌گرفت و از آن لحاظ ترکی بود که برای نسل‌های متمادی تحت حمایت حاکمان ترک تبار قرار داشت.

## ریشه
فرهنگ ترکی-ایرانی یکی از شاخه‌های فرهنگ اسلامی است. دیدگاه نخبگان و طبقه حاکم مسلمان نسبت به مفاهیمی همچون تقوا، ثبات و برتری بیشترین تأثیر را بر جهت‌گیری فرهنگی و اجتماعی این نوع فرهنگ داشت.